# Langues muskogéennes
Les langues muskogéennes (Muškokian : « le muskogéen »), sont une famille de langues amérindiennes parlées au sud-est des États-Unis. Elles sont généralement divisées en deux branches, orientale et occidentale, bien que ces distinctions soient controversées. Ce sont des langues agglutinantes.

## Classification interne
La famille muskogéenne a été subdivisée selon deux arbres concurrents. La classification traditionnelle est proposée par Mary Haas et ses étudiants, la version controversée, la plus récente, est proposée par Pamela Munro (en).

### Arbre de Haas
- Muskogéen occidental
  - Chickasaw
  - Choctaw
- Muskogéen oriental
  - Muskogéen central
    - Langues apalachee-alabama-koasati
      - Alabama-koasati
        - Alabama
        - Koasati

      - Apalachee

    - Hitchiti-mikasuki

  - Creek

### Arbre de Munro
- Muskogéen septentrional 
  - Creek et séminole
- Muskogéen méridional
  - Muskogéen du sud-ouest
    - Apalachee
    - Alabama-koasati
      - Alabama
      - Koasati

    - Muskogéen occidental
      - Chickasaw
      - Choctaw

  - Hitchiti et mikasuki

## Relations avec d'autres langues
Haas (1951, 1952) suggéra que les langues muskogéennes faisaient partie d'un groupe plus large qu'elle nomma « Gulf » (pour langues du Golfe du Mexique), composé du muskogéen, de l'atakapa, du chitimacha, du tunica et du natchez. Ces relations font également l'objet d'une controverse. Des sources comme Campbell (1997) rejettent le groupe Gulf. Certains suggèrent des relations avec la langue des Yamasee, mais on connait peu de choses de cette dernière. Il est possible que les Yamasee provenaient de différents groupes ethniques et ne parlaient pas tous la même langue. Chester B. DePratter décrit les Yamasee comme consistant principalement en locuteurs du hitchiti et du guale. L'historien Oatis décrit également les Yamasee comme un groupe non uniforme qui comprenait des locuteurs des régions muskogéennes comme celles des villes Hichiti du début de l'époque coloniale, Coweta et Cusseta. 